# Israel Kirzner
 (août 2022).
Israël Kirzner (né le 13 février 1930 à Londres) est un économiste américain qui appartient à l'école autrichienne d’économie. Il est un des quatre docteurs en économie formés par Ludwig von Mises. Il a enseigné à l'Université de New York.

## Théorie des opportunités
Ses contributions à la science économique concernent le rôle de l'entrepreneur comme agent économique vigilant, c'est-à-dire activement capable de repérer des opportunités de profit non encore exploitées dans une économie. L'entrepreneur kirznérien n'est pas doté de connaissances particulières par rapport aux autres agents économiques ; il possède seulement cette capacité de vigilance. Les possibilités de profit se repèrent dans les écarts de prix entre offre en demande sur des marchés en situation d'information imparfaite.
De plus, l'action de l'entrepreneur vigilant a, selon Kirzner, une propriété équilibrante sur les marchés. En effet, en profitant d'occasions de faire du profit, il révèle aux autres agents économiques l'existence de déséquilibres ponctuels ; ce faisant, il participe à diffuser des informations. Tous les agents – qu'ils soient vigilants ou non – peuvent alors ajuster leurs plans, et c'est cette reformulation qui permet, selon l'auteur, un ajustement des variables économiques, notamment les prix. Ainsi, quand bien même Kirzner n'a jamais prouvé ou même formalisé cette affirmation, l'action entrepreneuriale fait tendre l'économie vers une situation d'équilibre.
L'approche dynamique d'Israël Kirzner envisage le marché comme un processus et non comme un automatisme prédéterminé, ce qui le rapproche de Friedrich Hayek dans sa manière de présenter la concurrence, contre les tenants de la « concurrence pure et parfaite ».
Dans son livre Discovery, Capitalism, and Distributive Justice (Découverte, Capitalisme et justice distributive) publié en 1989, Kirzner présente un aspect de l'éthique du capitalisme : c'est lorsque l'entrepreneur est ouvert aux occasions de profit – lorsqu'il est « vigilant », en situation d'« alerte » (alertness) – qu'il découvre de nouvelles manières, plus avantageuses au moins pour lui, d'utiliser certaines ressources. Le profit que tout entrepreneur obtient de cette découverte est justifié par le fait qu'il a créé cette valeur supplémentaire, quel que soit l'effort en cause.
En insistant sur le fait que l'information des acteurs sociaux sur la possibilité d'agir doit forcément naître dans la conscience de ceux qui agissent, Israël Kirzner a eu l'occasion de réfléchir aux conditions institutionnelles qui permettent à cette information d'être aussi riche et pertinente que possible :
- Quand on demeure dans une analyse en termes d'équilibre, on en conclut que les gens (n')ont tendance à s'informer (que) dans la mesure où ils y ont un intérêt personnel : s'ils ne peuvent pas profiter du fruit de ces recherches ou s'ils peuvent en obliger d'autres à subir les conséquences de leurs erreurs, l'information sera plus pauvre et plus mauvaise : d'où l'importance de la responsabilité comme moyen de la régulation sociale.

- Lorsqu'on tire les conséquences du fait que l'information est une création de l'esprit, on peut mesurer à quel point l'analyse en termes d'équilibre, si elle permet de bien prévoir les conséquences à terme de situations connues, dépend pour son existence même de faits qui n'en font pas partie : elle ne peut décrire ni la production elle-même ni les actes qui réalisent concrètement la tendance à l'équilibre qu'elle postule.

## Œuvres
- Entrepreneurial Discovery and The Competitive Market Process: An Austrian Approach, Journal of Economic Literature, mars 1997
- The Meaning of Market Process, Routledge, 1992,  (ISBN 978-0415068666)
- Discovery, Capitalism and Distributive Justice, Basil Blackwell, 1989
- The Economic Point of View: An Essay in the History of Economic Thought, Kansas City: Sheed and Ward, Inc., 1976, [lire en ligne]
- Competition and Entrepreneurship, Chicago, 1973,  (ISBN 0-226-43776-0)
- Concurrence et Esprit d'entreprise, Economica, 2005,  (ISBN 2-7178-4927-0)